# مرصفا
مرصفا إحدى قرى مركز بنها التابع لمحافظة القليوبية بجمهورية مصر العربية.

## التاريخ
قرية مرصفا من القرى القديمة، حيث وردت باسم «مرصفا» في أعمال الشرقية ضمن قرى الروك الصلاحي التي أحصاها ابن مماتي في كتاب قوانين الدواوين، كما وردت في أعمال القليوبية ضمن قرى الروك الناصري التي أحصاها ابن الجيعان في كتاب «التحفة السنية بأسماء البلاد المصرية». وفي العصر العثماني ورد اسمها في التربيع العثماني الذي أجراه الوالي العثماني سليمان باشا الخادم في عصر السلطان العثماني سليمان القانوني ضمن قرى ولاية القليوبية، وفي تاريخ 1228هـ/1813م الذي عدّ قرى مصر بعد المسح الذي قام به محمد علي باشا باسم «مرصفا» ضمن قرى مديرية القليوبية.

## السكان
بلغ عدد سكان مرصفا 23,867 نسمة، حسب الإحصاء الرسمي لعام 2006.

## أعلامها
- حسين المرصفي (1815 - 1889)، أديب ومن أوائل أساتذة دار العلوم عند إنشائها.
- محمد حسن نائل المرصفي (؟ - 1935)، عالِم أدبي ولغوي وصحفي.
- سعد المرصفي (1933 - 2018)،  أستاذ ودكتور في علوم الحديث.